# Benton megye (Washington)
Benton megye az Amerikai Egyesült Államokban, azon belül Washington államban található. Megyeszékhelye Prosser, legnagyobb városa Kennewick.  Lakosainak száma 206 873 fő (2020. április 1.).

## Szomszédos megyék
- Grant megye (észak)
- Franklin megye (északkelet)
- Walla Walla megye (kelet)
- Umatilla megye (délkelet)
- Morrow megye (délnyugat)
- Klickitat megye (délnyugat)
- Yakima megye (nyugat)

## Népesség
A megye népességének változása:
| Lakosok száma | 176 457 | 180 510 | 182 383 | 184 486 | 190 309 | 206 873 |
|               | 2010    | 2011    | 2012    | 2013    | 2015    | 2020    |